# ヴィラネル
ヴィラネル（villanelle）には2つの異なる意味がある。
- 詩の詩形。19行2韻詩と訳される。
- 古いフランスの詩。田園詩と訳される。

詩形としてのヴィラネルはたった2つの押韻しか持たない。最初のスタンザの1行目と3行目の押韻に使われた語が、以下のスタンザの3行目に交互にリフレインとして現れ、最後には2つで二行連を作る。ヴィラネルは全体が19行の長さで、5つの三行連と1つの四行連から成っている。

## 田園詩としてのヴィラネル
中世やルネサンス期のヴィラネルは決まった詩形も長さも持たない、単純なバラード風の歌だった。それは、都会や宮廷生活にまつわる複雑なマドリガーレと対照的に、田舎にまつわるもので、農民や羊飼いによって歌われたと考えられている。フランス語の「villanelle」はイタリア語の「villanella（ヴィラネッラ）」（en:villanella）に由来し、さらにその語源はラテン語の「villa（農園）」および「villano（農場労働者）」まで遡る。19世紀以前の詩人にとって、ヴィラネルおよびヴィラネッラという言葉は単純に、特定の形式を持たない「田園詩」を意味していた。

## 詩形としてのヴィラネル

### 英語詩における歴史
エドマンド・ゴス（en:Edmund Gosse）がヴィラネルを賞賛した最初のイギリス人作家で、1877年のエッセイ『A Plea for Certain Exotic Forms of Verse』でそれをはやらせた。最初にこの形式で詩を書いたのは、ゴスの他、ヘンリー・オースティン・ドブソン（en:Henry Austin Dobson）、オスカー・ワイルド、エドワード・アーリントン・ロビンソン（en:Edwin Arlington Robinson）などである。ウィリアム・エンプソン（en:William Empson）は1930年にヴィラネルを復活させた。さらに同時代人で親友のW・H・オーデンや、ディラン・トーマスもこの形式を取り上げた。ディラン・トーマスのヴィラネル詩では『Do not go gentle into that good night』（en:Do not go gentle into that good night）が有名である。1950年代、1960年代には、セオドア・レトキ（en:Theodore Roethke）とシルヴィア・プラスがヴィラネル詩を書いた。1976年にはエリザベス・ビショップ（en:Elizabeth Bishop）が『One Art』という有名なヴィラネル詩を書いた。1980年代、1990年代には新形式主義（en:New Formalism）の高まりとともに、ヴィラネルは人気を得た。以降、ジョン・M・フォード（en:John M. Ford）など現代の詩人たちはヴィラネル詩を書き、革新的な方法で形式に修正を加えている。

### 形式
ヴィラネルは決まった韻律を持っていないが、19世紀のヴィラネル詩の多くは三歩格または四歩格を、一方、20世紀のヴィラネル詩の多くは五歩格を用いた。ヴィラネル形式の本質は、その押韻および反復の特徴的なパターン（押韻構成）である。それは「A1bA2 abA1 abA2 abA1 abA2 abA1A2」で表される。「a」と「b」は押韻、「A1」と「A2」はそれぞれ同じ語のリフレインである。
| 第1行  | リフレイン1 | A1 |  |
| 第2行  |             | b  |  |
| 第3行  | リフレイン2 | A2 |  |
|        |             |    |  |
| 第4行  |             | a  |  |
| 第5行  |             | b  |  |
| 第6行  | リフレイン1 | A1 |  |
|        |             |    |  |
| 第7行  |             | a  |  |
| 第8行  |             | b  |  |
| 第9行  | リフレイン2 | A2 |  |
|        |             |    |  |
| 第10行 |             | a  |  |
| 第11行 |             | b  |  |
| 第12行 | リフレイン1 | A1 |  |
|        |             |    |  |
| 第13行 |             | a  |  |
| 第14行 |             | b  |  |
| 第15行 | リフレイン2 | A2 |  |
|        |             |    |  |
| 第16行 |             | a  |  |
| 第17行 |             | b  |  |
| 第18行 | リフレイン1 | A1 |  |
| 第19行 | リフレイン2 | A2 |  |

### 例
Do not go gentle into that good night, - (A1)
Old age should burn and rave at close of day;- (b)
Rage, rage against the dying of the light. - (A2)
Though wise men at their end know dark is right, - (a)
Because their words had forked no lightning they- (b)
Do not go gentle into that good night. - (A1)
Good men, the last wave by, crying how bright - (a)
Their frail deeds might have danced in a green bay,- (b)
Rage, rage against the dying of the light. - (A2)
Wild men who caught and sang the sun in flight, - (a)
And learn, too late, they grieved it on its way,- (b)
Do not go gentle into that good night. -(A1)
Grave men, near death, who see with blinding sight - (a)
Blind eyes could blaze like meteors and be gay,- (b)
Rage, rage against the dying of the light. - (A2)
And you, my father, there on the sad height, - (a)
Curse, bless, me now with your fierce tears, I pray.- (b)
Do not go gentle into that good night. - (A1)
Rage, rage against the dying of the light. - (A2)
-- ディラン・トーマス『Do Not Go Gentle into that Good Night』（A1は「night」、A2は「light」になる）

## クラシック音楽のヴィラネル
- オルランド・ディ・ラッソ『Libro de villanelle, moresche, et altre canzoni』（1581年）
- アドリアーノ・バンキエリ『Mascherata di villanelle』（『Festino nella sera del giovedi grasso avanti cena Op.18』第3曲）
- エクトル・ベルリオーズ『ヴィラネル（Villanelle）』（1841年、歌曲集『夏の夜』第1曲、詩：テオフィル・ゴーティエ）
- エマニュエル・シャブリエ『Villanelle des petits canards』（1889年、『6つの歌曲』第1曲）
- セシル・シャミナード『Villanelle』（1894年）および『Villanelle Op.126-10』（1907年、『album d'enfants』第10曲）
- エイミー・ビーチ『Villanelle (Across the World) Op.20』（1894年）
- シリル・スコット『Villanelle Op.33-3』（1904年、詩：アーネスト・ドーソン）および『Villanelles』（1911年）『Villanelle of the Poet's Road』（1911年、詩：アーネスト・ドーソン）『Villanelle of Firelight』（1922年）
- カミーユ・サン＝サーンス『Villanelle』（1921年）
- ポール・デュカス『ホルンとピアノの為のヴィラネル（田園詩）（Villanelle）』（1924年）
- フランシス・プーランク『ピッコロとピアノのヴィラネル（Villanelle）』（1934年）
- アルテュール・オネゲル『6 villanelles』（1943年）
- エヴァ・デラックァ（Eva Dell'Acqua）『ヴィラネル（(La villanelle）』